# Magnus Schiøtte
Magnus Schiøtte [ˈmɑu̯nus ˈsk(j)ød̥ə] (* 1680 in Bergen; † 6. Januar 1737 in Kopenhagen) war ein norwegischer Kaufmann.

## Leben
Magnus Schiøtte war der Sohn des Schneiders Herman Schiøtte und seiner Frau Elsebe Mogensdatter Rødberg. Er wurde vermutlich in seiner Geburtsstadt im Handelswesen ausgebildet. Um 1705 erhielt er das Stadtbürgerrecht in Bergen. Im Folgejahr erhielt er das Recht in Volda als Kaufmann tätig zu sein, blieb aber offenbar dennoch in Bergen wohnhaft. Von 1710 bis 1711 war er kommissarischer Stadtvogt in Bergen und anschließend Ratsmann. Er war finanziell am Walfang im Nordatlantik beteiligt. Zu einem unbekannten Zeitpunkt vor 1713 heiratete er Barbara Ravnsberg († 1737), Tochter von Hans Ravnsberg und seiner Frau Sara Finde.
Als Hans Egede 1721 die Kolonisierung Grönlands begann, wurde Magnus Schiøtte Mitdirektor von Det Bergen Grønlandske Compagnie. Er konnte sich nicht mit der Buchhaltung in der Handelskompanie anfreunden, die schnell in enorme finanzielle Schwierigkeiten geriet, sodass er 1725 zurücktrat, ein Jahr bevor auch zwei der drei anderen Direktoren sich zurückzogen. Die Kompanie ging noch im selben Jahr bankrott und im Folgejahr wurde sie durch Det Kongelige Grønlandske Dessein ersetzt und Magnus Schiøtte mit der alleinigen Übernahme der Amtsgeschäfte beauftragt. 1730 wurde auch diese staatliche Handelskompanie wegen Misserfolgs aufgelöst. Fortan beteiligte er sich an den Überlegungen zur Weiterführung des Kolonieprojekts. Da die Regierung ihm jedoch aufgrund des Scheiterns der ersten Handelskompanie nicht vertraute, geriet er Anfang der 1730er Jahre in Ungnade. Auch Hans Egede misstraute ihm, weil er sich von ihm betrogen fühlte, als Schiøtte 1725 die Direktion verlassen hatte. Offenbar erhielt er anschließend kein bedeutendes Amt mehr und starb 1737 im Alter von rund 56 Jahren in Kopenhagen und wurde in der Holmens Kirke begraben. Seine Frau überlebte ihn um knapp 12 Monate.